# 골드 시나
《골드 시나》(Sheena, Sheena: Queen Of The Jungle)는 미국에서 제작된 존 길러민 감독의 1984년 액션, 모험, 판타지 영화이다. 1930년대 말 처음 등장한 만화책 등장인물 시나(Sheena)에 기반을 둔다. 타냐 로버츠 등이 주연으로 출연하였고 폴 아래토 등이 제작에 참여하였다.
1984년 8월 17일 컬럼비아 픽처스에 의해 개봉되었다.

## 출연

### 주연
- 타니아 로버츠
- 테드 웨스

### 조연
- 도노반 스콧
- 엘리자베스 오브 토로
- 프란스 조브다
- 트레버 토머스
- 클리프튼 존스
- 존 포그햄
- 에롤 존
- 실베스터 윌리엄스
- 밥 셰어맨
- 마이클 섀넌
- 낸시 폴
- 캐스린 그랜트
- 커스티 린지
- 닉 브림블
- 데이브 쿠퍼
- 올리버 리톤도
- 루이스 마호니
- 조셉 올리타
- 레니 주마

## 기타
- 원작자: S.M. 에이거
- 원작자: 윌 아이스너
- 협력프로듀서: 크리스찬 페리
- 미술: 피터 멀톤
- 세트: 이안 왓슨
- 의상: 앤나리사 나샐리-로카
- 배역: 매기 카티어
- 배역: 제인 페인버그
- 배역: 마이크 펜튼